# Siebentaktschaltung

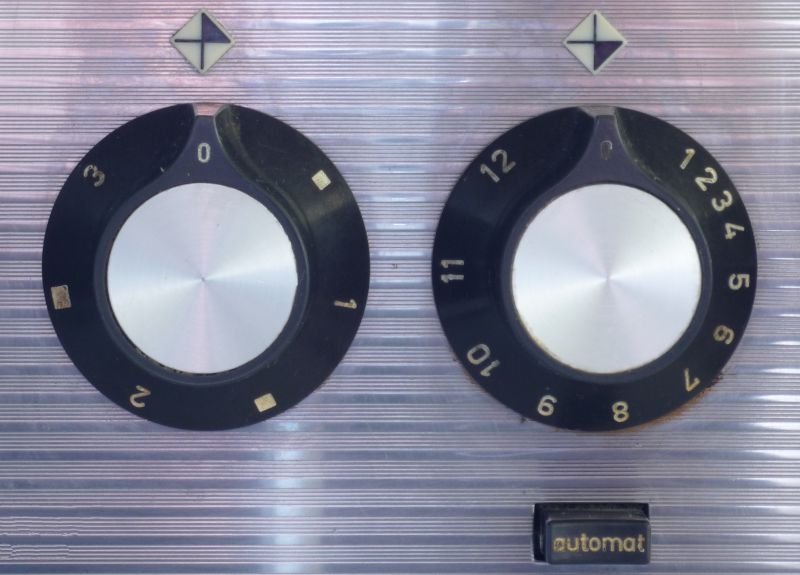
Bedienschalter einer Siebentaktschaltung (links) und einer thermostatgesteuerten Kochplatte (rechts) an einem Elektroherd aus dem Jahre 1971

Als Siebentaktschaltung bezeichnet man die Kombination aus einer Kochzone (Herdplatte) und dem zugehörigen Schalter in einem Elektroherd. Der Schalter hat sieben Stellungen, mit denen der Benutzer beim Betrieb der Kochzone zwischen sechs verschiedenen Leistungsstufen wählen kann; als siebte Stellung kommt die Aus-Stellung hinzu. Die Schalterstellungen sind je nach Modell mit 1 bis 6 oder auch mit ½ bis 3 beschriftet. Neben der Schalterstellung hängt die absolute Leistung von der konstruktiv bedingten Nennleistung der Kochzone ab, die üblicherweise abhängig von ihrem Durchmesser gewählt wird. Daneben gibt es auch unterschiedliche Ausführungen bei gleichem Durchmesser, wobei bei Herdplatten die stärkere Herdplatte bisweilen Schnell- oder Blitzkochplatte genannt wird und mit einem roten Punkt markiert ist.
Das Heizelement einer entsprechenden Siebentakt-Kochzone ist durch zwei Abgriffe in drei Teilheizelemente unterschiedlicher Leistung aufgeteilt. Daher hat eine derartige Herdplatte bzw. das Heizelement vier Anschlüsse. Der zugehörige Schalter schaltet je nach Stellung die Teilheizelemente in unterschiedlicher Kombination zusammen und verbindet sie mit dem Stromnetz. Dabei befinden sich in der kleinsten Stellung alle Teilheizelemente in einer Reihenschaltung, während sie bei Maximalstellung alle parallelgeschaltet sind. Für Details siehe Weblink.
Eine vergleichbare Schaltung ist die Viertaktschaltung, wobei hier mit zwei Teilheizelementen aus drei Leistungsstufen (neben aus) gewählt werden kann. Die Viertaktschaltung ist nur noch bei älteren Modellen anzutreffen.
Eine alternative Möglichkeit der Leistungssteuerung stellt der Energieregler dar, der die Kochzone (ähnlich einer Schwingungspaketsteuerung) regelmäßig ein- und ausschaltet und somit die Leistung durch Pulsweitenmodulation steuert. Es gibt auch thermostatgesteuerte Herdplatten (Automatikkochplatten), die einen Sensor haben, der gegen den Topfboden gedrückt wird. In beiden Fällen bietet der zugehörige Bedienknopf eine stufenlose Einstellmöglichkeit.

## Quelle
1. ↑  Josef Scholz: 4-Takt und 7-TaktHerdschaltungen. 14. Oktober 2013, abgerufen am 9. November 2016.